# Maresso
Maresso (lombard nyelven Marèss) település Olaszország Lombardia régiójában.

## Fekvése
A település az Alpok lábánál a Brianza területen fekszik.

## Története
A név először 879-ben jelent meg a Szent Ambrose kolostor egyik dokumentumában.